# Gräsbitterskivling
Gräsbitterskivling (Gymnopilus flavus) är en svampart som först beskrevs av Giacopo Bresàdola, och fick sitt nu gällande namn av Rolf Singer 1951. Enligt Catalogue of Life ingår Gräsbitterskivling i släktet Gymnopilus,  och familjen Strophariaceae, men enligt Dyntaxa är tillhörigheten istället släktet Gymnopilus,  och familjen Chromocyphellaceae. Arten är reproducerande i Sverige. Inga underarter finns listade i Catalogue of Life.